# Monopylephorus kermadecensis
Monopylephorus kermadecensis is een ringworm uit de familie van de Naididae. De wetenschappelijke naam van de soort is voor het eerst geldig gepubliceerd in 1915 door Benham.